# 盧家大屋

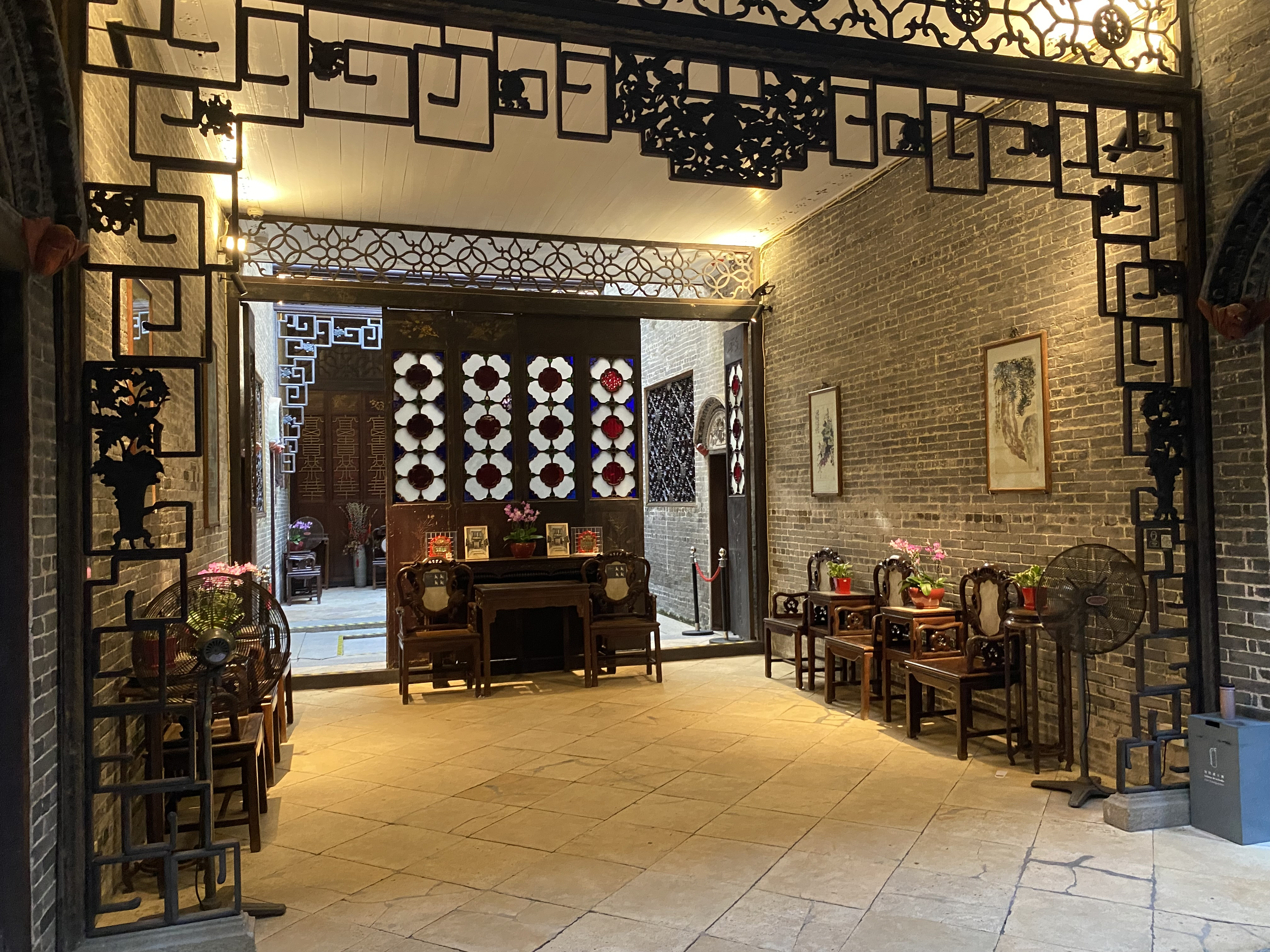
盧家大屋的中廳

盧家大屋，位於澳門大堂巷七號，於1889年（清光緒十五年）落成，是澳門二十世紀初商人盧華紹（盧九）住宅。其私家花園盧廉若公園為澳門名勝之一，現為澳門歷史城區的一部份；現由文化局管理修復，部份已對外開放。

## 建築特色
有兩個取光的內庭，依風水原理，主入口有阻擋煞氣的屏風。主立面入口部分內凹，為中式典型形式；而窗的設計，受西方建築風格的影響。
盧家大屋高兩層，以厚青磚建造；佈局仿廣州西關大屋，是晚清時期粵中民居溫婉纖細建築風格的典型。大屋分為三開間三進上下兩層的格局，三進即分有門廳、茶廳（轎聽）及正廳，以屏風相隔，屋內佈置着多個天井，便於通風和採光。內部融合中西方裝飾材料和手法，既有粵中地區常見的磚雕、灰塑、橫披、掛落、蠔殼窗⋯⋯又有西式的假天花、滿州窗、鑄鐵欄杆，兩種特色裝飾共冶一爐，饒有趣味。正立面窗戶全為葡式百葉窗，其中以上方左右兩扇最為精美。窗扇以金屬包角，百葉窗上加半圓形彩色玻璃窗，玻璃窗上是灰塑裝飾。大宅反映了澳門特有的中西建築風格合璧的民居特點。根據文物保護法例83/92/M，1992年被澳門政府評為「具建築藝術價值之建築物」成為受保護建築。
後盧氏家族沒落，業權輾轉到外人手上。大屋被分租出去，曾有大批難民湧入進住，最高峰時期曾有二十多戶住客，且在八十年代前缺乏維修；亦因此大屋很多部份被拆掉改建，大屋最裏面的部份早已被清拆掉；澳門文化局於2002年7月才為此進行復修工作，並於2005年中對外局部開放。

## 外部連結
- 澳門文物網盧家大屋簡介
- 盧家大屋@pink message (相及視頻) （页面存档备份，存于）
- 看盡富貴榮華 盧家大屋金玉堂 （页面存档备份，存于），宋祖慈 著，台灣自由時報2003年7月12日
- 傾聽盧家大屋的呼吸，李煒娜 著，人民網2006年7月6日

| 澳門歷史城區 |
| 建築 |
| 媽閣廟 \| 港務局大樓 \| 鄭家大屋 \| 聖老楞佐教堂 \| 聖若瑟修院大樓及聖堂 \| 崗頂劇院 \| 何東圖書館大樓 \| 聖奧斯定教堂 \| 市政署大樓 \| 三街會館（關帝廟） \| 仁慈堂大樓（仁慈堂博物館） \| 大堂（主教座堂） \| 大堂巷七號住宅（盧家大屋） \| 玫瑰聖母堂 \| 大三巴牌坊 \| 哪吒廟 \| 舊城牆遺址 \| 大炮台 \| 聖安多尼教堂（花王堂） \| 東方基金會會址 \| 基督教墳場（包括馬禮遜小教堂） \| 東望洋炮台（包括聖母雪地殿教堂及燈塔）（保育危機） |
| 前地 |
| 媽閣廟前地 \| 亞婆井前地 \| 崗頂前地 \| 議事亭前地 \| 板樟堂前地 \| 大堂前地 \| 耶穌會紀念廣場 \| 賈梅士前地 |
| 区内其他地点及街道 |
| 海事博物館 \| 妈阁斜巷 \| 妈阁街 \| 高楼街 \| 政府總部事務局 \| 聖若瑟教區中學第二、三校 \| 龙嵩正街 \| 亞美打利庇盧大馬路 \| 聖若瑟教區中學第四校 \| 澳門郵政局大樓 \| 聖物寶庫 \| 大三巴街 \| 天主教藝術博物館與墓室 \| 澳門博物館 \| 大炮台山 \| 花王堂街 \| 白鸽巢总站 \| 东望洋山 |